# Техникумовское (сельское поселение)
Техникумовское — упразднённое муниципальное образование в составе Алнашского района Удмуртии.
Административный центр — село Асановский совхоз-техникум.
Образовано в 2004 году в результате реформы местного самоуправления.
Законом Удмуртской Республики от 23 апреля 2021 года № 27-РЗ к 9 мая 2021 года упразднено в связи с преобразованием муниципального района в муниципальный округ.

## Географические положение
Находится на востоке района, граничит:
- на западе с Асановским сельским поселением
- на севере с Ромашкинским сельским поселением
- на востоке с Кузебаевским и Муважинским сельскими поселениями
- на юге с Республикой Татарстан

Общая площадь поселения — 1681 гектар, из них сельхозугодья — 1478 гектар.

## Население
| 2008  | 2010  | 2012  | 2013  | 2014  | 2015  |
| ----- | ----- | ----- | ----- | ----- | ----- |
| 2262  | ↘1689 | ↘1664 | ↘1655 | ↘1652 | ↘1650 |
| 2016  | 2017  | 2018  | 2019  | 2020  | 2021  |
| ↘1640 | ↗1646 | ↘1603 | ↘1597 | ↘1590 | ↗1604 |

Из 2165 человек проживавших в 2007 году, 265 — пенсионеры и 311 — дети и молодёжь до 18 лет. 252 человека работали в бюджетной сфере и 31 — были зарегистрированы безработными.

## Состав сельского поселения
| № | Населённый пункт               | Тип населённого пункта       | Население |
| - | ------------------------------ | ---------------------------- | --------- |
| 1 | Асановский совхоз-техникум     | село, административный центр | ↘1161     |
| 2 | Железнодорожная станция Алнаши | станция                      | ↘417      |
| 3 | Новотроицкий                   | деревня                      | ↗86       |